# کوژننا

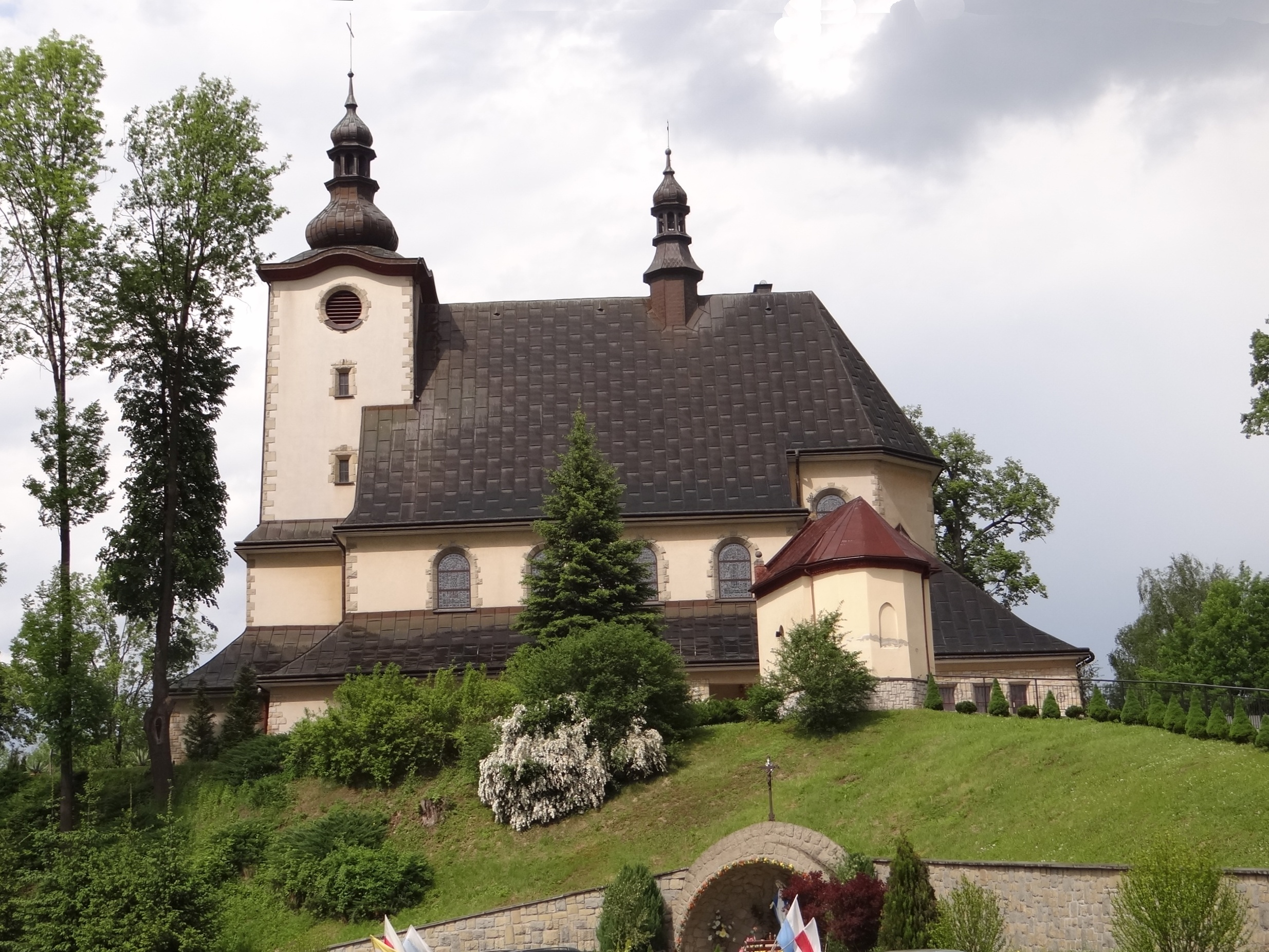
روستای کوژننا

کوژننا (به لهستانی:  Korzenna) یک روستا در لهستان است که در گمینا کوژننا واقع شده‌است.
 کوژننا  ۱٬۷۰۰ نفر جمعیت دارد.